# Danh sách tập của Running Man (2020)
Dưới đây là danh sách các tập của chương trình truyền hình thực tế Running Man được phát sóng vào năm 2020.

## Danh sách tập
| Thứ hạng | Người chơi    |
| -------- | ------------- |
| 1        | Song Ji-hyo   |
| 2        | Yoo Jae-suk   |
| 3        | Park Hyo-joo  |
| 4        | Ha Yeon-joo   |
| 5        | Kim Jong-kook |
| 6        | Yang Se-chan  |
| 7        | Jee Seok-jin  |
| 7        | Lee Kwang-soo |
| 9        | Haha          |
| 9        | Kwak Si-Yang  |
| 9        | Lee Yi-kyung  |

| Thứ hạng | Người chơi    |
| -------- | ------------- |
| 1        | Jee Seok-jin  |
| 2        | Song Ji-hyo   |
| 3        | Kim Jong-kook |
| 4        | HaHa          |
| 4        | Ahn Ji-young  |
| 6        | Yang Se-chan  |
| 7        | Lee Kwang-soo |
| 8        | Hyojung       |
| 9        | Lee Jin-hyuk  |
| 10       | BewhY         |
| 11       | Yoo Jae-suk   |
| 12       | Jessi         |

| Thứ hạng | Người chơi    | Số tiền (k Won) |
| -------- | ------------- | --------------- |
| 1        | Yang Se-chan  | 340             |
| 2        | Yoo Jae-suk   | 320             |
| 3        | Tzuyu         | 310             |
| 4        | Dahyun        | 300             |
| 5        | Jee Seok-jin  | 270             |
| 6        | Jihyo         | 100             |
| 6        | Sana          | 100             |
| 8        | Mina          | 60              |
| 8        | Nayeon        | 60              |
| 10       | Chaeyoung     | 50              |
| 11       | Kim Jong-kook | 40              |
| 11       | Song Ji-hyo   | 40              |
| 13       | Jeongyeon     | 30              |
| 14       | Momo          | -160            |
| 15       | Lee Kwang-soo | -170            |
| 16       | Jeon So-min   | -200            |
| 17       | Haha          | -290            |

| Running Man   | Vai                  |
| ------------- | -------------------- |
| Yoo Jae-suk   | Quản gia             |
| HaHa          | Nhân viên bảo hiểm   |
| Kim Jong-kook | Chuyên gia phân tích |
| Song Ji-hyo   | Luật sư              |
| Jee Seok-jin  | Chủ tịch             |
| Jeon So-min   | Con bạc              |

| Kẻ trộm       | Vai       |
| ------------- | --------- |
| Lee Kwang-soo | Thẩm phán |
| Yang Se-chan  | Cảnh sát  |

| Thứ hạng | Người chơi    | Số kẹo |
| -------- | ------------- | ------ |
| 1        | Kim Jong-kook | 68     |
| 2        | Jee Seok-jin  | 54     |
| 2        | HaHa          | 54     |
| 4        | Lee Kwang-soo | 49     |
| 5        | Yang Se-chan  | 48     |
| 6        | Jeon So-min   | 13     |
| 7        | Song Ji-hyo   | 11     |
| 8        | Yoo Jae-suk   | 3      |

| Thứ hạng | Đội         | Số tiền |
| -------- | ----------- | ------- |
| 1        | Đội Vàng    | 62.100W |
| 2        | Đội Hồng    | 16.700W |
| 3        | Đội Tím     | 16.500W |
| 4        | Đội Xanh lá | 14.500W |
| 5        | Đội Đỏ      | 11.700W |
| 6        | Đội Cam     | 8.100W  |
| 7        | Đội Trắng   | 7.300W  |

| Thứ hạng | Người chơi     | Năm         |
| -------- | -------------- | ----------- |
| 1        | Kim Sung-cheol | 6           |
| 1        | Park Eun-bin   | 6           |
| 2        | Jee Seok-jin   | 5           |
| 2        | Kim Jong-kook  | 5           |
| 3        | Lee Kwang-soo  | 4           |
| 4        | Song Ji-hyo    | 3           |
| 4        | Park Ji-hyun   | 3           |
| 5        | Yoo Jae-suk    | 0 (bị loại) |
| 5        | HaHa           | 0 (bị loại) |
| 5        | Kim Min-jae    | 0 (bị loại) |
| 5        | Jeon So-min    | 0 (bị loại) |

| Dân thường    | Vai                 |
| ------------- | ------------------- |
| Yoo Jae-suk   | Công tố viên        |
| Jee Seok-jin  | Headhunter          |
| Pyo Chang-won | Profiler            |
| Yoon Seok-ho  | Cảnh sát            |
| Kim Jong-kook | Nhân viên bảo an    |
| Song Ji-hyo   | Thẩm phán           |
| Lee Kwang-soo | Chuyên gia thiết kế |
| Yang Se-chan  | Đạo diễn âm thanh   |

| Kẻ trộm     | Vai           |
| ----------- | ------------- |
| HaHa        | Thợ chụp hình |
| Jeon So-min | Hacker        |

| Thứ hạng | Người chơi    | Số kẹo |
| -------- | ------------- | ------ |
| 1        | Kim Jong-kook | 32     |
| 2        | Yoo Jae-suk   | 31     |
| 3        | HaHa          | 26     |
| 4        | Yang Se-chan  | 22     |
| 5        | Song Ji-hyo   | 11     |
| 6        | Jee Seok-jin  | 9      |
| 7        | Lee Kwang-soo | 8      |
| 8        | Jeon So-min   | 3      |

| Thứ hạng | Đội      | Số tiền  |
| -------- | -------- | -------- |
| 1        | Châu Mỹ  | 400.000W |
| 2        | Hải quan | 360.000W |
| 3        | Châu Á   | 320.000W |